# Rumenka
Rumenka (cyr. Руменка) – wieś w Serbii, w Wojwodinie, w okręgu południowobackim, w mieście Nowy Sad. W 2011 roku liczyła 6495 mieszkańców.